# رالف كوكس
رالف كوكس (بالإنجليزية: Ralph Cox)‏ هو لاعب هوكي الجليد أمريكي، ولد في 27 فبراير 1957 في برينتري في الولايات المتحدة.

## وصلات خارجية
- رالف كوكس على موقع دوري الهوكي الوطني (الإنجليزية)
- رالف كوكس على موقع EliteProspects.com (الإنجليزية)
- رالف كوكس على موقع Eurohockey.com (الإنجليزية)
- رالف كوكس على موقع HockeyDB.com (الإنجليزية)